# Kapelle St. Leonhard (Gaisbeuren)

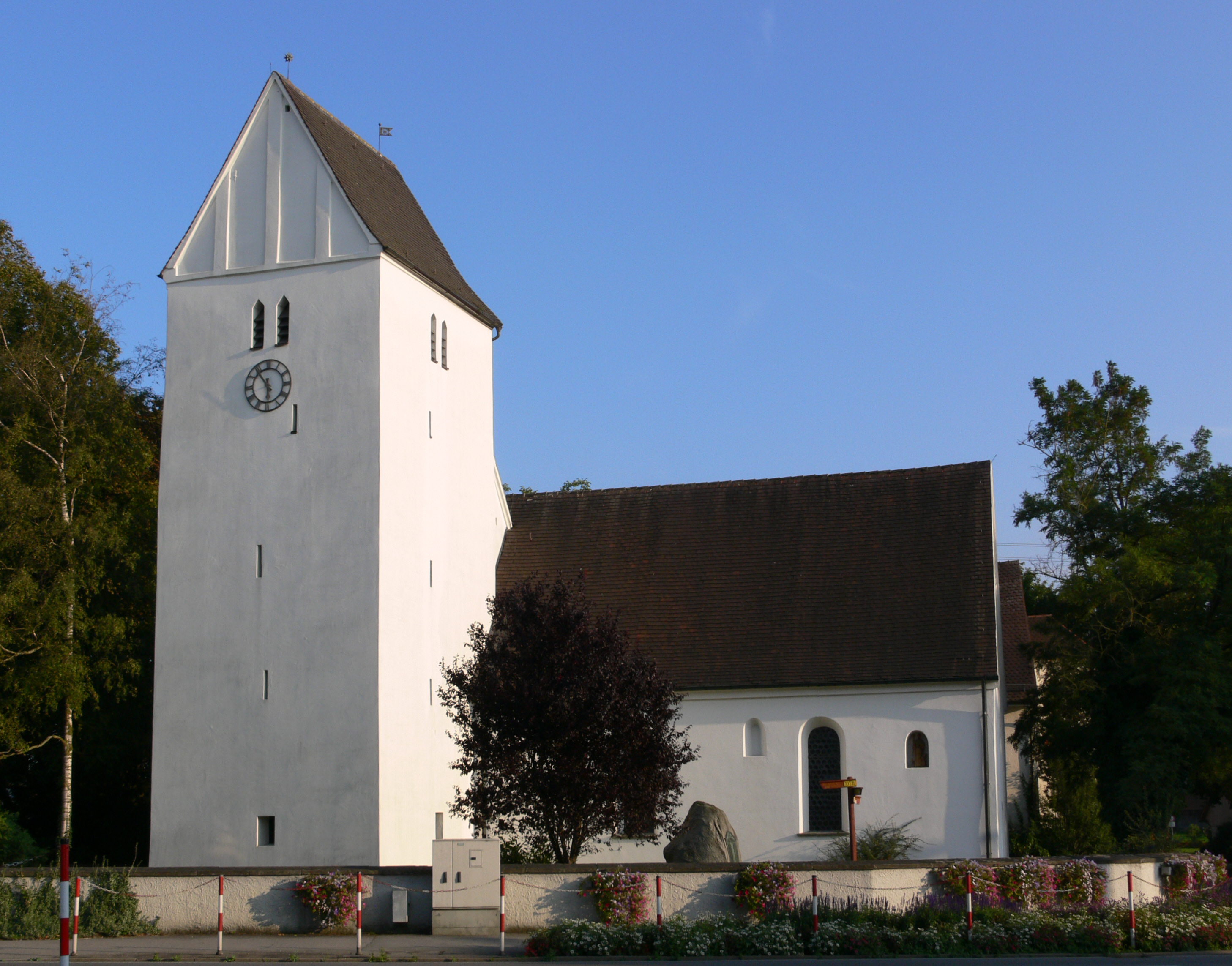
Kapelle St. Leonhard

Die römisch-katholische  Kapelle St. Leonhard steht in Gaisbeuren, einem Gemeindeteil der Stadt Bad Waldsee im Landkreis Ravensburg in Baden-Württemberg. Die Kirchengemeinde gehört zum Dekanat Allgäu-Oberschwaben in der Diözese Rottenburg-Stuttgart. Das Bauwerk ist beim Landesamt für Denkmalpflege Baden-Württemberg als Baudenkmal eingetragen.

## Beschreibung
Die Kapelle wurde im 12. Jahrhundert erbaut. Sie besteht aus einem Langhaus, einem eingezogenen, gerade geschlossenen Chor im Osten und einem querrechteckigen, mit einem Satteldach bedeckten Chorflankenturm an dessen Nordwand, dessen obere Geschosse die Turmuhr und den Glockenstuhl beherbergen. Zur Kirchenausstattung gehört ein neugotischer Schrein des Hochaltars, in dem der heilige Johannes und die heilige Maria Magdalena zu sehen sind, die Martin Schaffner zugeschrieben werden.

## Geschichte
- 12. Jahrhundert: Erbauung der Kirche[1]
- Um 1460: Fresken in der romanischen Kirche gemalt (Gotik)[1]
- Ende des 15. Jahrhunderts: Erhöhung des Schiffs mittels Satteldach
- 1501: Erste Glocke eingebaut, heute noch in Gebrauch[1]
- Um 1535: Altarplastik[1]
- 17. Jahrhundert: Veränderung des Kirchenschiff[2]
- 1970/1974: Restaurierung[2]
- 26. Mai 2005: Einbau einer neuen Orgel[1]
- 2009: Hagelschäden, Wassereintritt zwischen Turm und Kirchendach im vorderen Bereich des Kirchenschiffs
- 2013–2014: Sanierung des Kirchturms[1]
- 2020: Beginn der Renovierung der Dachschäden[3]

### Turm
Die Herkunft des Turms der St.-Leonhard-Kirche in Gaisbeuren ist unklar. Einer Theorie zufolge handelt es sich um den erhaltenen Burgturm der im 12. Jahrhundert erbauten Burg Gaisbeuren mit zwei Meter dicken Mauern, der im 15. Jahrhundert als Kirchturm erhöht wurde.
Eine andere Ansicht besagt, dass der wuchtige Kirchturm mit seinen zwei Meter dicken Mauern jüngeren Datums ist.